# کارل اشمیت (شیمی‌دان)
کارل اشمیت (روسی: Карл Ге́нрихович Шмидт؛ ۱۳ ژوئن ۱۸۲۲–۱۱ مارس ۱۸۹۴) شیمی‌دان اهل امپراتوری روسیه بود.
وی الگوهای تبلور بسیاری از بیوشیمی‌های مهم همانند اوریک اسید، اگزالیک اسید و نمک‌های آن، اسید لاکتیک، کلسترول، استئارین و غیره را تعیین کرده‌است. اشمیت در سال ۱۸۴۴ مدرک پی‌اچ‌دی خود را از دانشگاه گیسن زیر نظر یوستوس فون لیبیش کسب کرده بود.